# Muhlenbergia straminea
Muhlenbergia straminea là một loài thực vật có hoa trong họ Hòa thảo. Loài này được Hitchc. mô tả khoa học đầu tiên năm 1913.